# یولدی‌بایوو (شهرستان زیلایرسکی، باشقیرستان)
یولدی‌بایوو (انگلیسی: Yuldybayevo, Zilairsky District, Republic of Bashkortostan) یک شهرک در شهرستان زیلایرسکی استان باشقیرستان کشور روسیه است.